# کارتر اسپرینگز (نوادا)
کارتر اسپرینگز (به انگلیسی: Carter Springs) یک منطقهٔ مسکونی در ایالات متحده آمریکا است که در نوادا واقع شده‌است. کارتر اسپرینگز ۷٫۳ کیلومتر مربع مساحت و ۵۵۳ نفر جمعیت دارد و ۱٬۶۶۱٫۱۸ متر بالاتر از سطح دریا واقع شده‌است.